# Joaquim Adrego Andrade
Joaquim Adrego Andrade (Travanca, 16 augustus 1969) is een Portugees voormalig wielrenner.

## Carrière
In 1991 won Andrade de Ronde van de Algarve. In 1997 boekte hij een etappezege in de Ronde van Poitou-Charentes en eiste daarmee ook de eindzege voor zich op. In 2002 en 2003 werd Andrada Portugees kampioen tijdrijden, in 2005 werd hij kampioen op de weg. In zijn carrière reed hij altijd namens Portugese wielerploegen. In 2019 ging hij als ploegleider aan de slag bij Vito-Feirense-Pnb, dat tevens kantoor houdt in de gemeente waar hij vandaan komt; Santa Maria da Feira.

## Belangrijkste overwinningen
1989
3e etappe GP Torres Vedras
4e etappe Ronde van Portugal
1990
Porto-Lissabon
1991
5e etappe Ronde van de Algarve
Eindklassement Ronde van de Algarve
1995
5e etappe Ronde van de Algarve (TTT)
4e etappe Ronde van Alentejo
6e etappe Ronde van Portugal
5e etappe GP Jornal de Noticias
1997
4e etappe (deel A) Ronde van Poitou-Charentes
Eindklassement Ronde van Poitou-Charentes
2002
 Portugees kampioen tijdrijden
Eindklassement Ronde van Alentejo
2003
 Portugees kampioen tijdrijden
2004
4e etappe GP Estremadura
2005
 Portugees kampioen op de weg

## Resultaten in voornaamste wedstrijden
| Jaar | Ronde van Italië | Ronde van Frankrijk | Ronde van Spanje |
| ---- | ---------------- | ------------------- | ---------------- |
| 1992 |                  |                     | 97e              |
| 1996 |                  |                     | 82e              |
| 1997 |                  |                     | opgave           |